# 다케하라촌 (이바라키현)
다케하라촌(竹原村)은 이바라키현 히가시이바라키군에 일찍이 존재했던 촌이다. 

## 지리
- 현재의 오미타마시 북서부에 해당한다.

## 역사
- 1889년 4월 1일 - 정촌제 시행에 수반해 히가시이바라키군 다케하라촌이 성립하였다.
- 1956년 8월 1일 - 가타쿠라촌과 합병해 다케하라카타쿠라촌이 성립하여, 당일 미노리촌으로 개칭되어, 다케하라촌은 소멸하였다.

## 인구
| 1891년 | 2,960 |
| 1920년 | 3,960 |
| 1935년 | 4,438 |
| 1950년 | 6,266 |

## 교통

### 철도
- 일본국유철도 (동일본 여객철도
  - 조반선

### 도로
- 1급국도
  - 국도 제6호선

## 참고문헌
- 角川日本地名大辞典編纂委員会『角川日本地名大辞典 8 茨城県』、角川書店、1983年 ISBN 4040010809